# Lela Star
Lela Star, född 13 juni 1985 i Miami i Florida, är en amerikansk porrskådespelare med kubansk härkomst som har medverkat i över 300 filmer.

## Biografi
Star upptäcktes av agenten Jim South och debuterade i Hustler-producerade filmen Barely Legal 18th Birthday.

## Utmärkelser
- 2007 Adam Film World Guide Award - Best Latin Starlet[2]
- 2007 NightMoves Awards nominerad - Best New Starlet[3]
- 2010 AVN Award nominerad – Best All-Girl Group Sex Scene – Not Monday Night Football XXX[4]